# Tante Trude aus Buxtehude
Tante Trude aus Buxtehude  ist ein deutscher Schlagerfilm aus dem Jahr 1971. Die Außenaufnahmen entstanden größtenteils bei Lofer in Österreich. Die Premiere der Filmkomödie fand am 15. April 1971 unter der Schirmherrschaft des Bürgermeisters von Buxtehude statt.

## Handlung
Gerda erfährt mit ihrer Freundin Karin, dass Tante Trude aus Buxtehude ihr ein Vermögen von einer Million D-Mark (Deutsche-Mark) in einem Schließfach einer Bank in Salzburg hinterlegt hat, das sie an ihrem 21. Geburtstag ausgehändigt bekommen soll. Doch an ihrem Festtag erhält sie nichts als einen riesigen Koffer mit zehn Kleidern. Erst als die enttäuschte Gerda schon einen Teil der Kleider verkauft hat, erfährt sie, dass in einem der Kleider der Schlüssel zu dem Schließfach sein muss.
Gerda, Karin und ihre Freunde, die einfältigen Detektive Rudi und Moritz, machen sich eilends auf die Suche nach den verkauften Kleidern, ohne zu ahnen, dass Moritz den richtigen Schlüssel schon gefunden und gedankenlos eingesteckt hat. Die Spur führt nach Kitzbühel, wo der Boutiquebesitzer Toni einen Teil der Kleider bereits weiterverkauft hat. Also müssen die Käuferinnen durchsucht werden, was zu erheblichen Schwierigkeiten führt. Schließlich bekommt ein Ganove von der Sache Wind und erbeutet den Schlüssel.
In der Bank erscheinen kurz hintereinander zuerst der Ganove mit dem Schlüssel, dann gleich dreifach eine falsche Tante Trude und schließlich die echte Erbin Gerda, die alles beweisen kann und mit Toni ein Paar wird.

## Schlager
- Chris Roberts: Troubadour der Liebe, Mein Name ist Hase, Ich bin verliebt in die Liebe
- Ilja Richter: Ich möchte barfuß über den Broadway tanzen
- Ramona: Alles was wir woll’n auf Erden
- Chor: Tante Trude aus Buxtehude

## Produktion
Der Film folgt Wenn die tollen Tanten kommen aus dem Vorjahr 1970 und zeigt wiederum Rudi Carrell und Ilja Richter in Frauenkleidern. Kurz nach der Premiere des Films folgten die Dreharbeiten zu einem dritten Teil, der noch im selben Jahr (1971) veröffentlicht wurde: Die tollen Tanten schlagen zu.

## Kritiken
„Ein turbulent-albernes Lustspiel, schlampig inszeniert. Dreist kupfert es das Thema der ‚Zwölf Stühle‘ aus dem populären Roman von I. Ilf und J. Petrow ab.“

„Wie bei fast allen deutschen Filmen aus den Siebzigern und Achtzigern ist auch dieser Film hier extrem bescheuert. Aber, wie immer, auf angenehme Weise bescheuert. Es gibt viel zu lachen und es macht Spaß, die alten Stars in ihren alten Rollen zu sehen.“

„(…) zwei Detektive helfen bei der Suche, die sich von einem dümmlichen, mißratenen Gag zum nächsten zieht. (Wertung: FLOP)“

## Synchronisation
Chris Roberts Sprechstimme ist die von Thomas Piper. Auch Alexander Grill (Norbert Gastell), Angelica Ott (Helga Trümper) und Toni Sailer (Klaus Löwitsch) kann man nicht mit den eigenen Stimmen hören.